# Halfaya
Halfaya (tiếng Ả Rập: حلفايا, cũng đánh vần Helfaya) là một thị trấn ở miền bắc Syria, hành chính một phần của Hama Governorate, tọa lạc khoảng 25 km về phía tây bắc của Hama. Các địa phương lân cận bao gồm Mahardah và Shaizar ở phía tây, al-Lataminah và Kafr Zita ở phía bắc, Taybat al-Imam và Suran ở phía đông, Khitab và Qamhana ở phía đông nam, Tayzin ở phía nam và Maarzaf ở phía đông nam. Theo Cục Thống kê Trung ương Syria (CBS), Halfaya có dân số 21.180 trong cuộc điều tra dân số năm 2004. Đây là địa phương lớn nhất trong Tiểu khu Mahardah, bao gồm 21 địa phương với dân số kết hợp là 80.165 vào năm 2004.

## Lịch sử
Năm 1838, Halfaya được học giả Eli Smith xếp vào làng Hồi giáo.
Vào đầu ủy Pháp thời gian ở Syria, Halfaya là một musha'( ' canh tác tập thể') làng với dân số khoảng 1.000 người. Trong thời gian đó, mười hai gia tộc đã cùng nhau tổ chức 47 faddans tạo nên ngôi làng, mặc dù thực tế là các quyền sở hữu chỉ ra rằng đất được chia cho những người nắm giữ.
Vào ngày 19 tháng 5 năm 2013, Quân đội Syria đã kiểm soát Halfaya sau khi lực lượng phiến quân rút lui khỏi thị trấn. Vào cuối tháng 8 năm 2014, phiến quân đã chiếm quyền kiểm soát Halfaya như một phần trong nỗ lực của họ đối với sân bay quân sự của Hama. Quân đội đã chiếm lại nó vào một ngày sau đó, nhưng phiến quân lại lấy nó vào tháng 8 năm 2016. Thị trấn sau đó đã được SAA chiếm lại vào tháng 4 năm 2017.